# Aguilar de Bureba
Aguilar de Bureba ist ein Ort und eine nordspanische Landgemeinde (municipio) mit nur noch 50 Einwohnern (Stand: 2024) in der Provinz Burgos in der Autonomen Gemeinschaft Kastilien-León.

## Lage und Klima
Der Ort Aguilar de Bureba liegt am Río Anguilas, einem Nebenfluss des Río Oca, in etwa 690 m Höhe am bereits in der Steinzeit genutzten „Korridor von La Bureba“, einer Verbindung zwischen oberem Ebro-Tal und den Landschaften am Duero. Die Provinzhauptstadt Burgos befindet sich ca. 50 km (Fahrtstrecke) südwestlich; Briviesca, die nächstgrößere Stadt, ist ca. 5 km in südlicher Richtung entfernt. Das Klima im Winter ist rau, im Sommer dagegen gemäßigt und warm; Regen (ca. 690 mm/Jahr) fällt überwiegend im Winterhalbjahr.

## Bevölkerungsentwicklung
| Jahr      | 1857 | 1900 | 1950 | 2000 | 2017 |
| Einwohner | 286  | 261  | 225  | 86   | 60   |

Die Mechanisierung der Landwirtschaft und die Stilllegung kleinerer Bauernhöfe haben seit den 1950er Jahren zu einem Verlust von Arbeitsplätzen und somit zu einer Abwanderung von Menschen in die größeren Städte geführt (Landflucht).

## Wirtschaft
Die Einwohner der Gemeinde lebten jahrhundertelang im Wesentlichen als Selbstversorger von der Landwirtschaft (Ackerbau, Weinbau und Kleinviehhaltung); erst seit der Mitte des 20. Jahrhunderts wird auch für den überregionalen Markt produziert. Der Tourismus in Form der Vermietung von Ferienwohnungen (casas rurales) spielt seit den 1960er Jahren ebenfalls eine gewisse Rolle für die Einnahmen der Gemeinde. 

## Geschichte
Die Umgebung des Ortes war schon den Menschen der Steinzeit und der Antike als viel genutzter Verbindungsweg bekannt; Kelten vom Stamm der Autrigonen siedelten hier, doch hinterließen weder sie noch die Römer oder die Westgoten irgendwelche Spuren. Im 8. und frühen 9. Jahrhundert befand sich die Gegend unter islamischem Einfluss, doch wurde das Gebiet wegen des ungewohnt rauen Klimas weder dauerhaft besiedelt noch verteidigt. Ende des 9. Jahrhunderts erhielt der kastilische Graf Diego Rodríguez Porcelos von König Alfons III. von Asturien den Auftrag zur Wiederbesiedlung (repoblación) des entvölkerten Gebietes mit Christen aus dem Norden oder dem Süden der Iberischen Halbinsel. Die erstmalige Erwähnung des Ortsnamens findet sich in den Cartularios des Klosters San Salvador von Oña aus dem 10. oder 11. Jahrhundert.

## Sehenswürdigkeiten

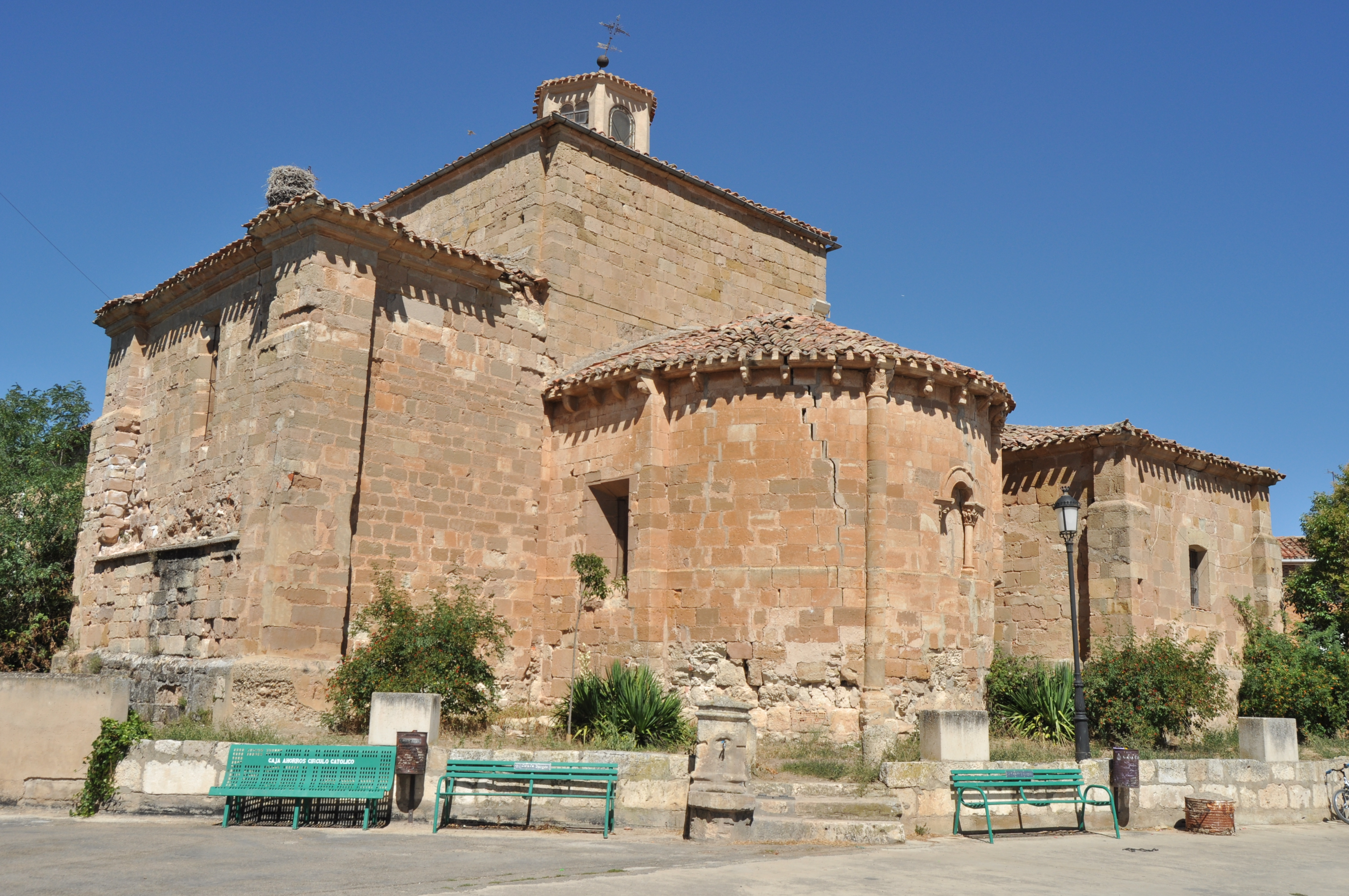
Iglesia Santa María la Mayor

Die auf der Spitze einer kleinen Anhöhe gelegene Iglesia Santa María la Mayor oder auch Iglesia de la Asunción de Nuestra Señora stammt ursprünglich aus dem 12. Jahrhundert; sie wurde jedoch in späterer Zeit wiederholt leicht verändert. Die romanische Apsis ist durch Säulen- und Pfeilervorlagen gegliedert. Der fünfbogige Glockengiebel (espadaña) stammt erst aus der Barockzeit. Das durch eine Vorhalle geschützte romanische Portal zeigt einen Wechsel zwischen weißen und roten Steinen. Die einschiffige Kirche verfügt über ein Querhaus; die Vierungskuppel wird durch eine später aufgesetzte Laterne belichtet. Mehrere Kapitelle im Äußern wie im Innern der Kirche zeigen Fabelwesen. Zur Ausstattung gehören mehrere barocke Altarretabel (retablos).